# Osman Waqialla
Osman Waqialla (arabisch عثمان وقيع الله, DMG ʿUṯmān Waqīʿ Allāh; * 1925 in Rufa'a, al-Dschazira; † 4. Januar 2007 im Sudan) war ein sudanesischer Kalligraf.
Er wurde an den Ufern des Blauen Nil geboren. Er studierte am Gordon Memorial College (Khartum) und Camberwell College of Arts (London). Später studierte er bei dem Meister-Kalligrafen Sayyid Muhammed Ibrahim in Ägypten.
Er arbeitete als Lehrer im Sudan und für die britische Firma De La Rue.
Er hatte einen Sohn mit seiner ersten Frau und zwei Töchter mit seiner letzten Frau, der chinesischen Kalligrafin Zhara. Er starb an Malaria im Alter von 81.